# 538년

## 연호
- 남량(南梁) 대동(大同) 4년
- 동위(東魏) 천평(天平) 5년 / 원상(元象) 원년
- 서위(西魏) 대통(大統) 4년
- 신라(新羅) 건원(建元) 3년

## 기년
- 남량(南梁) 무제(武帝) 37년
- 동위(東魏) 효정제(孝靜帝) 5년
- 서위(西魏) 경문제(景文帝) 4년
- 신라(新羅) 법흥왕(法興王) 25년
- 고구려(高句麗) 안원왕(安原王) 8년
- 백제(百濟) 성왕(聖王) 16년

## 사건
- 백제가 사비로 천도하다.
- 백제가 국호를 남부여로 바꾸다.
- 일본에 불교 전함
- 3월 - 동로마 제국, 로마 근교 밀비우스 다리에서 동고트군을 격파하다.

## 탄생
- 고구려(高句麗) 24대 국왕 양원왕(陽原王)

천태대사 지의(智顗: 538~597)는 수나라(581~618) 시대의 승려로, 천태종의 개조(開祖)이다.